# مالكوم روبرتس (سياسي)
مالكوم روبرتس (بالإنجليزية: Malcolm Roberts)‏ هو مهندس وسياسي أسترالي وبريطاني، ولد في 3 مايو 1955 في الهند. حزبياً، نشط في أمة واحدة بقيادة بولين هانسون. وقد انتخب عضو مجلس الشيوخ الأسترالي ‏ عن دائرة كوينزلاند (2 يوليو 2016 – 27 أكتوبر 2017).